# Фельдман, Пётр Максимович
Пётр Максимович Фельдман (27 ноября 1899 — 22 августа 1938) — советский военный деятель, начальник Политуправления Черноморского флота СССР, дивизионный комиссар (1935). Расстрелян в 1938 году по «делу антисоветской троцкистской военной организации», реабилитирован в 1956 году.

## Биография
Родился в г. Баку в еврейской семье. Имя при рождении Пейсах.
Семья владела кустарной мастерской с двумя наемными подмастерьями на улице Бондарной.
Отец: полоцкий мещанин, портной Мендель Лейбович Фельдман (1873—1946),
Мать: Сара-Рива Исеровна (Исааковна) (? — 31.5.1941), домохозяйка.
Брат: Симон-Лейб Менделевич Фельдман (1896 — 27.10.1899), умер в младенчестве от воспаления мозга.
Сёстры:
- Елена Марковна (Ента Менделевна) Фельдман (Хотилова, 3 ноября 1901—1976) — замужем за Исааком Григорьевичем Хотиловым, брак зарегистрирован 16.06.1921 в г. Баку. Имели трех дочерей: Любовь Хотилова / Айзенберг (13.05.1926-1980) — дети: Мила и Наталья; Мери Хотилова / Лазинская (6.1.1932) — дети: Игорь и Софья; Элеонора Хотилова / Ядвецкая (15.8.1940) — дети: Марина и Елена.
- Рахиль Марковна (Менделевна) Фельдман / Мительман (1908-?) — работала в управлении статистики в г. Харьков. Муж Михаил. Детей не имели.

Семья проживала по адресу г. Баку, ул. Азиатская, 128.
Родители старались дать Пейсаху необходимое образование. Он окончил 3 классную начальную еврейскую школу в г. Баку в 1911 г. Окончил высшее городское начальное училище г. Баку в 1915 г. Три года учился в Алексеевском среднем механико-строительном техническом училище на буровом отделении. Не окончил. В царской армии не служил.
Женился в 1921 году.
Жена:
Ольга Борисовна Франк (Эля Бoруховна) (21.1.1901—22.1.1981), еврейка, род. в городе Сувалки, Польша, педагог, кавалер ордена Трудового Крассного Знамени (1967), похороненa в городе Каменка Пензенской области. В Польше отец Ольги работал в основном на сезонных работах десятником в фирме Оппенгеймера и других лесопромышленников. В марте 1914 в поисках постоянной работы принял решение перебраться из Польши в Россию в г.Херсон. Через три месяца к отцу присоединилась мать. А в июле месяце и Ольга с сёстрами Хаей и Рахилей. На скорый переезд сестёр также повлияло начало Первой Мировой войны. В Херсоне отец работал у лесопромышленника Рабиновича приказчиком, а затем завскладом. После смерти Рабиновича в 1916г, сын Рабиновича уволил отца. Ольга с сёстрами работали портнихами и содержали семью. Их отец умер в 1919 году.
В 1920 году Ольга вступила в Красную армию, служила санитаркой в 5-м коммунистическом санитарном отряде штаба группы войск Херсонского направления.
В 1936 году закончила Российский государственный педагогический университет имени А. И. Герцена. Работала с М. И. Ульяновой и Н. К. Крупской. На момент ареста мужа, работала зав отделом Севастопольского горкома ВКП(Б). Была арестована ОО НКВД ЧФ 20 августа 1938 года по обвинению в преступлении по ст.58-1 п.б УК РСФСР на основании сведений о том, что она проживала совместно со своим мужем Фельдманом П. М. членом антисоветского военно-фашистского заговора с РККА, знала о причастности его к заговору и не сообщила органам НКВД. В процессе следствия преступная деятельность Франк О. Б. не доказана. На основании ст.4 п.5 УПК следствие прекращено. После 6-ти месяцев содержалания в Севастопольской тюрьме была оправдана, отпущена и восстановлена на работе и в партии. Несовершеннолетние дети, на период ареста, находились на попечении её матери.
После освобождения работала преподавателем истории в школе № 9 г. Севастополя. В первые дни войны она с детьми попала в списки подлежащих к выселению из Крыма. Их вывезли в с. Дивное Ставропольского края. Сын Артём оттуда был призван на фронт Апанасьевским РВК в августе 1941 г. Ольгу Борисовну с дочерью Октябриной на лошадиной повозке переправили в Махачкалу, далее по железной дороге в г.Баку, следом на танкере через Каспийское море в г. Красноводск и снова на поезде на Алтай. Ольга Борисовна стала заведующей семилетней школой в селе Малоугренёво, Бийского района, Алтайского края. Дочь Октябрина работала в колхозе и затем училась в автомобильном техникуме заготтранса СССР.
В 1944 г. Ольга Борисовна с Октябриной и, вернувшимся с войны после ранения, Артёмом переехали в посёлок Каменка Пензенской области. Там проживала её сестра Рахиль Борисовна Абрамович (Франк), эвакуированная вместе с заводом из Кировограда. Ольга Борисовна стала первым директором Каменской средней школы. Впоследствии была переведена в школу села Кучки, Пензенского района, Пензенской области где проработала учителем истории, а до пенсии. в1957 году, работала завучем Кевдо-Мельситовской средней школы Каменского района Пензенской области.
Дети:
- дочь — Октябрина Петровна Вербелова (Фельдман) (27.10.1922 — 15.2.2014), инженер по транспорту, род. в Одессе, проживала в Пензе. Муж Лазарь Соломонович Вербелов (1.1.1919 — 15.7.1989) часовой мастер, равин. Дети: Геня (3.3.1948) учитель, Семён (15.7.1951) инженер. Внучка: Елена (1978).
- сын — Артём Петрович Фельдман (7.9.1925 — 4.6.1993), инженер-машиностроитель, инвалид ВОВ, кавалер Oрдена Отечественной войны 2-й ст.[3] и Ордена Славы 3-й ст.[4].

Род. в Харькове. C августа 1941 года принимал участие в Великой Отечественной войне в составе 571 стрелкового полкa 317 стрелковой дивизии Северо-Кавказского фронта. Был тяжело ранен гранатой в ногу 31 декабря 1942 года в бою за город Моздок, оставаясь раненым на поле боя, получил обморожения, после ампутации ноги проходил лечение в Бакинском госпитале. После комиссования разыскал свою мать и сестру в селе Малоугренёво, Бийского района, Алтайского края. В 1944 году вместе с матерью переехали в посёлок Каменка, Пензенской области. Там он работал чертежником, инженером-технологом, главным технологом на машиностроительном заводе «Белинсксельмаш».
Женился в 1949 году на Наумовой Александре Михайловне (16.6.1923 — 3.10.2004). Похоронен в Каменке Пензенской области.
Дети:
Павел Артёмович Фельдман (9.9.1949) — заслуженный учитель РФ, директор школы.
Михаил Артёмович Фельдман (9.1.1952 — 16.8.1988) — журналист, педагог, поэт.
Внуки: Сергей Павлович (1973), Алексей Павлович (1980).

## Гражданская война
В августе 1918 вступил добровольцем в Красную Армию в 1-й Стрелковый полк армии товарища Петрова.
Участвовал в битве за Баку. 17 августа 1918 г находился в числе арестованных бакинских комиссаров. Когда вели арестованных, мать слёзно просила конвоиров отпустить её сына, ссылаясь на его юношеский возраст (ему тогда ещё не исполнилось и 18 лет), но получила ответ, что её сын уже не мальчик, а революционер.
Впоследствии был освобождён вместе с другими рядовыми красноармейцами.
Эвакуировался из Баку вместе с полком в Астрахань.
В Астрахани в сентябре 1918 г был отправлен на Кизлярский фронт вместе с 1-м батальоном Кавказского Советского Железного отряда.
В ноябре того же года был избран в батальонную следственную комиссию по расследованию злоупотреблений комендантов этапов Кизлярского фронта. Откуда был командирован в ЧК Кизлярского фронта, где работал по февраль 1919г в качестве секретаря комиссии. Когда комиссию ликвидировалась и сдала свои дела Особой армии, был назначен секретарем Особого отдела. Проработал там не долго, т.к заболел сыпным тифом.
По выздоровлении прибыл в Астрахань, где в начале мая 1919г был назначен секретарем Активной части. С октября 1919г временно занимал должность начальника Активного отделения отряда. После чего был сначала командирован для инспектирования особотделений и особпостов, а впоследствии назначен представителем от отдела при Выездной Сессии Революционного военно-полевого трибунала 11-й армии ввиду нападения дезертирских банд на Рязано-Уральскую железную дорогу.
По возвращении из командировки был откомандирован по личной просьбе в Особый отдел Южного фронта.

## Послужной Список

Делегаты XVI-го съезда ВКП(б), 1930 г. Фельдман П. М. в верхнем ряду, второй слева

- с апреля по сентябрь 1917 г. состоял в партии Бунд
- с октября 1917 г. — член РКП(б)
- с мая 1918 по июль 1918 — секретарь отдела Наркомпрода г. Баку
- с августа 1918 по ноябрь 1918 — красноармеец в отряде товарища Петрова и 1-го Кавказского Советского отдельного отряда, Кавказско-Каспийского фронта
- с 15 ноября 1918 по февраль 1919 — секретарь Чрезвычайной комиссии Кизлярского участка 12-й армии
- с февраля 1919 по май 1919 — на лечении от сыпного тифа в полевом госпитале г. Астрахани, 11-я армия Кавказско-Каспийского фронта
- с мая 1919 по ноябрь 1919 — секретарь активного отделения особого отдела, 11-я армия Юго-восточного фронта. Проживал в г. Саратов, Меблированный дом «Биржа», № 14 (ныне ул. Московская 75).
- с 21 ноября 1919 по 3 февраля 1920 — следователь особого отдела Кавказского фронта
- с 3 февраля 1920 по 17 марта 1920 — врид начальника информационного отделения особого отдела Кавказского фронта
- с 17 марта 1920 по 9 апреля 1920 — помощник начальника особого отдела Кавказского фронта
- с 9 апреля 1920 — откомандирован в распоряжение Главполитпути (Главное политическое управление на железнодорожном транспорте)
- с 9 апреля 1920 по июль 1920 — инструктор агитатор участкового политотдела Московско-Казанской ж/д ст. Голутвино
- с июля 1920 по октябрь 1920 — заведующий подотдела Дорожного политотдела Московско-Казанской ж/д г.Москва
- с октября 1920 по ноябрь 1920 — начальник осведомительной части политотдела 13-й армии Южного фронта
- с ноября 1920 по декабрь 1920 — начальник политотдела Запасной армии Южного фронта
- с декабря 1920 по март 1921 — слушатель центральной партийной школы КП(б)У в Харькове
- с марта 1921 по ноябрь 1921 — заведующий подотдела Совнархоза УССР в Харькове
- с ноября 1921 по февраль 1922 — инструктор организатор Петинско-Журавлевского райкома КП(б)У в Харькове
- с февраля 1922 по май 1922 — ответственный организатор 129 стрелкового полка 15 стрелковой дивизии Харьковского военного округа
- с мая 1922 по март 1923 — начальник отделения и помощник начальника политотдела 15 стрелковой дивизии Украинского военного округа
- с марта 1923 по сентябрь 1923 — заместитель начальника политотдела 3 стрелковой дивизии, Крым, Украинского военного округа
- с сентября 1923 по май 1924 — начальник посекра, Харьков, Украинского военного округа
- с мая 1924 по май 1926 — помощник начальника организационного отдела политического управления Украинского военного округа
- с июля 1926 по ноябрь 1926 — помощник начальника организационного отдела политического управления Западного военного округа
- с декабря 1926 по август 1928 — заместитель начальника политического отдела 4-й имени германского пролетариата стрелковой дивизии Белорусского военного округа
- с августа 1928 по ноябрь 1930 — помощник по политической части командира и начальник политического отдела 5-й Витебской стрелковой дивизии имени чехо-словацкого пролетариата Белорусского военного округа, место дислокации Полоцк, командир дивизии И. С. Кутяков
- в 1930 г. окончил политическое отделение КУВНАС при Военной академии имени М. В. Фрунзе.
- 26 июня 1930 г. направлен в Москву делегатом XVI съезда ВКП(б) с правом решающего голоса от Полоцкой партийной организации Белорусского военного округа, значится под номером 1922 в списке делегатов.
- с ноября 1930 по апрель 1934 — помощник по политической части командира и начальник политотдела 1-й отдельной механизированной бригады им. Калиновского Московского Военного округа, командир бригады Н. Ф. Артёменко. Проживал в г. Москве по ул. Вторая Извозная д.27 (ныне ул. Студенческая). Участвовал в параде, посвящённом 15-й годовщине Великой Октябрьской революции на Красной площади в Москве 7 ноября 1932 г. На танке, вместе с командиром бригады, возглавлял колонну. По прошествии колонны, поднялся на правительственную трибуну.
- 1933 г. — Центральным управлением механизации и моторизации РККА награждён именным оружием — пистолетом ТК.
- с мая 1934 по май 1937 — помощник по политической части командира и начальник политотдела 7-го механизированного корпуса части НКО № 1179, Ленинградского Военного округа, командир корпус М. М. Бакши. Проживал с семьей в Ленинграде по ул. Красной Конницы 21—38 (ныне Кавалергардская ул.)[5].
- 22 сентября 1935 г. в соответствии с постановлением ЦИК и СНК СССР, приказом народного комиссара обороны Союза ССР К. Ворошилова «О введении персональных военных званий начальствующего состава РККА» № 2488 от 28 ноября 1935 г., Фельдману П. М присвоено военное звание дивизионного комиссара.
- 11 мая 1937 г. назначен начальником политуправления Черноморского флота. Проживал в Севастополе по ул. Советская, д. 15, кв. 1.
- 31 мая 1937 г. числился в списке членов Военного совета и приглашенных на заседание Военного совета 1 июня, получивших показания Тухачевского М. Н. от 29/5, Корка А. И. от 26/5, Фельдмана Б. М. от 19/5, Ефимова Н. А. от 22/5 (под № 54 в списке приглашенных)
- 1 — 4 июня 1937 в числе командования ЧФ присутствовал (под № 47 в списке приглашенных) на совещании Военного Совета при наркоме обороны СССР в Москве с участием Сталина, Молотова и Ворошилова. На совещании заслушивался доклад Ворошилова о военном заговоре в стране.
- 3 августа 1937 г. выступал с докладом на Всеармейском заседании политработников РККА в Москве с участием Сталина, Молотова и Ворошилова.

## Черноморский флот 1937-1938гг
Из личных воспоминаний Петра Максимовича Фельдмана:
«… 11 мая 1937 года я был назначен Начальником Политического Управления Черноморского флота.
Это назначение было для меня совершенно неожиданным. Узнал я об этом назначении от НК РККФ Смирнова П.А во время партийной конференции ЛВО. Во время вечернего заседания конференции Смирнов был вызван к телефону (прямому проводу с Москвой). Возвратившись Смирнов сказал, обращаясь ко мне (я был в президиуме партийной конференции): — „Ну, продал я тебя!“ Я в начале не понял в чём дело. Потом Смирнов отозвал меня и в присутствии Немерзелли сказал, что говорил с Гамарником по прямому проводу и тот ему сказал о моём предполагаемом назначении (в ряду других) начальником ПУ флота (ПУЧФ). Я тут же попросил Смирнова переговорить с Гамарником, чтобы это предложение отпало, так как считал себя по масштабу не подготовленным к такой работе и был совершенно не знаком с флотом. Смирнов тогда же вечером переговорил вторично по прямому проводу с Гамарником и возвратившись приказал мне 13 мая явиться в ПУРККА к Гамарнику.
13 мая, явившись предварительно в отдел кадров ПУРККА к начальнику отдела кадров Пивоварову, узнал, что отказываться от назначения бесполезно т.к по этому вопросу уже вынесено решение ЦК ВКПб. В тот же день меня принял Гамарник в его служебном кабинете, беседа с которым велась с глазу на глаз. Гамарник мне тоже сразу же заявил, что отказываться от назначения поздно, есть решение ЦК ВКПб и приказ Наркома Обороны — надо ехать принимать дела и работать. В беседе со мной Гамарник рассказал о новых взаимоотношениях между Военными советами и Политуправлением, а затем посвятил в обстановку на Черноморском флоте. Он заявил, что налицо нездоровое перехлестование самокритики, руководство флота не сумело руководить развертыванием критики и самокритики, налицо самотёк, что привело к резкому обострению взаимоотношений между руководством флота и Мустафиным и Субоцким, выступавшим против Гугина. Кроме этого он как отрицательный пример привел дело бывшего комиссара линкора „Парижская коммуна“ Бакулина. Давая оценки Кожанову и Гугину, Гамарник заявил, что они слабо связаны с массами, не бывают в частях и вообще мало работают — по нескольку часов в день.
Далее он говорил о том, что мне нужно крепко связаться с широкими массами и укрепить авторитет ПУ флота, что несмотря на, так сказать, соблазны (юг, море, солнце) придется месяца три усиленно поработать, не заводить себе приятелей, ни среди военных, ни среди гражданских работников, не ввязываться в старые истории на флоте. С уходом (так как он сказал, что в ближайшие дни нужно выехать в Севастополь) возник вопрос кому передавать дела по 7-му мехкорпусу. И когда он меня спросил кого можно выдвинуть на должность комиссара 7 мехкорпуса, я ему назвал кандидатуру Зимина (в то время комиссара Ленинградских бронетанковых курсов) как наиболее с моей точки зрения подходящую. Гамарник одобрительно отнесся к этому предложению и сказал мне, чтобы я передал Пивоварову, подготовить необходимые данные на Зимина.
В двадцатых числах мая я сдал дела своему заместителю — полковому комиссару Пилинь и выехал в Севастополь поездом через Москву, где зашел в отдел кадров ПУРККА, чтобы переговорить по вопросам начсостава и там встретил Аронштама. Его я знал по совместной работе в 1929—1930 гг. в Белорусском военном округе, где Аронштам был начпуокром, а я начподивом 5 стр.дивизии. Я рассказал, что еду в Севастополь и назначен на флот, высказав при этом неуверенность справлюсь ли я с этой работой. Он меня подбодрил, сказал одновременно, что уезжает из Москвы так как назначен членом военного совета Приволжского военного округа, а не Московского, как это было первоначально и что ему не хочется уезжать из Москвы, но приходится. Как известно Аронштам вскоре был арестован, об этом я узнал уже на заседании военного совета при Наркоме Обороны СССР в июне 1937 года.
23 мая я связался с Гугиным и Кожановым, из разговора с которыми мне стало ясно, что они вполне ориентированы о моём назначении на Черноморский флот, в том смысле, что я окажу поддержку им. Так как я говорил с Гугиным и Кожановым отдельно, бросились в глаза следующие обстоятельства: первое — стремление с первых же шагов поставить меня в подчиненное положение; второе — опасение в связи с ожидаемым приездом Гришина на флот; третье — взаимное некоторое недовольство отношениями между Кожановым и Гугиным, один жаловался на ошибки другого и каждый из них стремился показать, что он определяет погоду на флоте.
В общем у меня осталось от разговоров первых дней сильно не отрадное впечатление. Обстановка была напряжена, состояние флота было запущено очень сильно, что бросалось каждому в глаза, и Кожанов (по бытовым вопросам) и Гугин (по политическим вопросам) были сильно скомпрометированы, авторитет их был во всяком случае подорван. В связи с этим я решил на первых порах ограничиться ознакомлением с положением в соединениях, связаться с руководящим ядром соединений на флоте и выждать приезда Гришина. Я считал, что после его приезда положение более определиться и можно будет договориться об единой линии.
За первые дни работы на Черноморском флоте я показал Кожанову и Гугину, что вслепую я за ними идти не намерен. Первый раз — на вопросе о назначении Петрова (начполитотдела артиллерийского училища) комиссаром штаба флота, представление о котором было Гугиным сделано ещё до моего приезда и кандидатуру которого я снял своим самостоятельным решением (в разговоре с Петровым, я установил, что он скрывает свое троцкистское прошлое). Второй раз на вопросе об Антипове, который намечался комиссаром СЗУПа. Я на это не согласен. Но через несколько дней Гугин поставил вопрос о назначении Антипова ко мне заместителем и, не поговорив со мной, провел Антипова в состав Обкома партии. Я своего согласия на назначение Антипова не давал, так как имел данные его компрометируещие.
В конце мая телеграфным распоряжением Наркома Обороны Кожанов, Гугин, я, Пуга и Бакулин были вызваны на заседание совета. Гришин был уже в Москве. Поездка Пуга отпала, так как в ПУ флота имелись данные компрометирующего характера и Кожанов сильно волновался по этому поводу и брать его в Москву с собой было нельзя. В связи с этим и Бакулин не поехал на заседание военного совета при НКО.
Прояснилась картина полного разгрома основного руководящего ядра. Я для себя сделал вывод, что дальше себя связывать с Кожановым и Гугиным — это значит себя скомпромитировать и погубить. Уже при выступлении Кожанова (Гугин, Гришин и я не выступали) ему были заданы вопросы о взаимоотношении его с Путна, совместной работе с ним в Японии, на которые Кожанов давал очень невнятные ответы.
После окончания военного совета я был вызван Наркомом Обороны К. Е. Ворошиловым, которому я доложил положение дел на флоте.
После возвращения из Москвы был собран руководящий состав флота (командиры и комиссары соединений), где основную информацию о заговоре сделал Кожанов.
Основным мероприятием стала чистка кадров, на этом в Москве настаивал Кажанов и требовал форсирования этого дела. Увольнение лиц командного и начальствующего состава, как этого требовала директива Наркома Обороны, было Военным советом флота превращено в массовое увольнение командиров по всяким мотивам, а иногда и без мотивов. Вся эта работа проводилась наспех, без необходимой подготовки под флагом показной бдительности, без вызова на заседание Военного Совета людей, без необходимой проверки материалов. Одновременно ничего не делалось для обеспечения увольняемых работой в гражданских условиях. Ясно, что это вызвало большое недовольство среди увольняемых и их семей, создало нездоровую обстановку на флоте.
Гришин решил поддержать Кожанова, фактически попав под его влияние. Он только способствовал обострению моих отношений с Кожановым, передавая Кожанову содержание моих разговоров с ним. Через месяц его работы на флоте Гришин был отозван в Москву. В итоге из моих попыток установить контакт с Гришиным ничего путного не получилось.
На августовском совещании политработников РККА в Кремле, предварительно посоветовавшись с П. А. Смирновым, я выступил против Кожанова и Гугина, заявив в своем выступлении, что персональный состав военсовета флота — Гугин и Кожанов — не пользуются политическим доверием на флоте. После возвращения в Севастополь на широком совещании политработников флота я выступил с докладом о всеармейском совещании, а Югансон выступил с фактами против Гугина и Кожанова, которые впоследствии были исключены из партии. За несколько дней до этого было получено распоряжение о снятии с должностей Кожанова и Гугина и о назначении нового состава военного совета в лице Смирнова-Светловского и Земскова.
В дальнейшем я значительно укрепил свое положение на флоте и поднял свой авторитет и авторитет ПУ флота. Я никогда не участвовал за все время моего пребывания в партии во внутрипартийных группировках и группах (будь то троцкистского, зиновьевского, правого или иного характера). Не был участником армейской антипартийной белорусской толмачевской группировки. Всегда я активно боролся за линию партии….»

## Репрессии и реабилитация
- 28 января 1938 г. вызван в Москву где Народный комиссар РККФ П. А. Смирнов объявил об ему отстранении от занимаемой должности приказом по личному составу флота и зачислен в распоряжение управления по командному и начальствующему составу РККФ.
- 14 февраля 1938 года начальник 5-го (особого) отдела ГУГБ НКВД СССР комиссар госбезопасности третьего ранга Николаев-Журид и начальник 6-го отделения 5 отдела ГУГБ ст.лейтенант госбезопасности Ратнер подали просьбу о санкционировании его ареста на основании показаний ранее арестованных А. С. Булина, А. И. Ильина и Г. И. Гугина. Булин и Ильин изобличили Фельдмана в участии в заговоре, что им об этом якобы было известно от Гамарника. Гугин показал об особой близости Фельдмана к Гамарнику, причем Гамарник послал Фельдмана на Черноморский Флот, как своего человека. Николаев-Журид и Ратнер сообщают, что Фельдман в настоящее время находится в Москве, что его увольнение из флота и арест уже согласован с Наркомфлота и просят санкционировать его арест и направление для ведения следствия в Особый Отдел Черноморского флота в г. Севастополь.
- 16 февраля 1938 года арест был санкционирован М. П. Фриновским и 17 февраля 1938 года утвержден Ежовым.
- 17 февраля 1938 г., на основании ордера Главного Управления Государственной Безопасности НКВД СССР за номером 912 от того же числа, был произведен обыск и арест в гостинице ЦДКА в номере 123, площадь Коммуны в Москве. Изъято табельное оружие — пистолет системы Коровина за номером 330558 в кожаной кобуре, удостоверение за номером 15873, партбилет члена ВКП(б) за номером 0471551, личное дело на 12 листах, послужной список на 9 листах, другие документы и личные вещи. О чём свидетельствуют хранящиеся в деле квитанции № 14291,14292 и 10274 от 17 февраля 1938 г., выписанные дежурным отделения 10-го (тюремного) отдела по приёму арестованных ГУГБ НКВД СССР.
- 8 марта 1938 г. приказом НК ВМФ СССР по личному составу номер 0145 уволен со службы в РККФ с исключением с учёта по статье 44 пункт «в» Положения о прохождении службы командным и начальствующим составом РККА (арест судебными или следственными органами).[6]
- 13 марта 1938 г. постановлением ВРИД ЗАМ НАЧ ОО ГУГБ НКВД ЧФ мерой пресечения избрано содержание под стражей в Севастопольской тюрьме по 1-й категории.
- 21 апреля 1938 г. постановлением НАЧ 1-го отделения ОО НКВД ЧФ возбуждено ходатайство перед Президиумом Верховного Совета СССР о продление срока следствия на два месяца, т.е до 18 июня 1938 г. Ходатайство возбуждается впервые. Обвиняемый Фельдман содержится в тюрьме при ОО НКВД ЧФ.
- 19 июня 1938 г. возбуждено вторичное ходатайство о продлении срока следствия на дополнительные два месяца, т.е до 17 августа 1938 г.
- 29 июля 1938 г. исключён из ВКП(б) заседанием парткомиссии Черноморского флота в составе Дьяконова, Алимова, Бенгус, Еремеева, Королёва как арестованный органами НКВД.
- 30 июля 1938 года распоряжением НАЧ 1-го отделения ОО НКВД ЧФ направлен вместе со следственным делом спец.конвоем в распоряжение начальника 2-го управления НКВД СССР комбрига Федорова в г. Москву.
- с 1 по 2 августа 1938 г. находился во Внутренней тюрьме НКВД СССР, со 2 по 16 августа в Лефортовской тюрьме НКВД СССР, с 16 по 22 августа в Бутырской тюрьме НКВД СССР, 22 августа — в Лефортовской тюрьме НКВД СССР.
- 21 августа произведена расписка о получении обвинительного заключения.
- 22 августа 1938 г. осуждён ВКВС СССР по ст. ст. 58-1"б", 58—8 и 58—11 УК РСФСР[7] и приговорён к расстрелу с конфискацией имущества и лишению воинского звания дивизионный комиссар по обвинению в участии в антисоветском военно-фашистском заговоре. Приговор был вынесен ВКВС СССР в составе председательствующего Ульриха, членов Никитченко и Романычева и секретаря Батнера в закрытом судебном заседании в г. Москва. Предварительным и судебным следствием было установлено, что Фельдман П. М. с 1932 года являлся участником антисоветского военно-фашистского заговора, в который был вовлечён врагом народа, начальником Политуправления РККА Я. Б. Гамарником. По заданию Гамарника и начальника Управления по командно-начальствующему составу РККА А. С. Булина проводил в частях РККА н РККФ вредительскую работу, направленную на подрыв боевой и политической подготовки частей. Приговор окончательный и на основании постановления ЦИК СССР 1 декабря 1934 года подлежит немедленному исполнению.
- Согласно протоколу, закрытое судебное заседание выездной сессии военной коллегии Верховного Суда Союза ССР открыто в 0 ч. 55 мин. Оглашено обвинение и выдержки из показаний А. С. Булина, М. Р. Шапошникова, П. А. Смирнова, Г. И. Гугина и А. И. Ильина. Свидетели по делу не вызывались. Подсудимый Фельдман П. М. виновным себя не признал, заявил, что все эти лица его оговаривают по неизвестным ему причинам, участником а/с фашистского заговора не являлся и никакой подрывной работы не вел. От своих показаний, данных на предварительном следствии отказался, как от вынужденного самооговора под физическими методами воздействия, примененными к нему органами следствия. В последнем слове заявил, что ему нечем доказать свою невиновность и поэтому ему остается просить только о пощаде.
- В 1 ч. 15 мин. после совещания, оглашен приговор и заседание закрыто.
- По распоряжению за номером 00950/4 от 22 августа 1938 г. за подписью председателя военной коллегии ВС СССР В.Ульриха коменданту НК Внутренних дел СССР приказывается немедленно привести приговор в исполнение в отношении 120 осуждённых к высшей мере наказания — РАССТРЕЛУ! П. М. Фельдман значился под номером 108 в списке осужденных.
- Согласно акту, подписанному зам. прокурора СССР, зам. НК 1-го спец. отдела НКВД СССР и комендантом НК СССР, приговор приведён в исполнение 22 августа 1938 г. в Москве.
- 22 августа 1938 г. похоронен на Расстрельном полигоне «Коммунарка», Московской области[8].
- 1 октября 1938 г. партийные документы погашены Главным политуправлением РККФ в связи с исключением.
- 2 июня 1956 г. дело по обвинению Фельдмана П. М. пересмотрено Военной Коллегией Верховного суда СССР в составе председательствующего Сенина, членов Абрамского и Остапенко, приговор от 22 августа 1938 г. отменен по вновь открывшимся обстоятельствам и дело за отсутствием состава преступления прекращено. Фельдман П. М. был полностью реабилитирован.
- 24 июля 1956 г. приказом Министра Обороны СССР в связи с посмертной реабилитацией исключен из списков Советской Армии ввиду смерти.

## Участие в партийных выборных органах
- Член дивизионной партийной комиссии 15-й стрелковой дивизии, 1922—1923
- Член бюро Бобруйского горкома ВКП(б), г.Бобруйск, 1927—1928
- Член бюро Полоцкого окружкома и райкома ВКП(б), г.Полоцк, 1929—1930
- Член Ленинского райкома ВКП(б), г.Москва, 1930—1931
- Член бюро Наро-Фоминского райкома ВКП(б), Московская область, 1931—1934

## Воспоминания родственников
- Из воспоминаний сына Петра Максимовича, Артёма:

« … Мне было около 12 лет, когда мы всей семьёй жили в Севастополе. Тогда на флоте были какие-то учения. В один день в дверь постучали. Мама крикнула: „Дети не балуйте!“
Она подумала, что это мы озорничаем — стучим в дверь и убегаем. Вдруг открывается дверь и заходят люди в военной форме. Впереди Тухачевский, Ворошилов, a с ними отец и другие командиры Черноморского Флота. Они побыли у нас какое-то время. Ворошилов отметил порядок в доме и, заметив на столе томик Ленина, похвалил хозяйку за правильную литературу. Мне было интересно видеть столько военных и я подбежал к отцу. Тухачевский, который был рядом с отцом, погладил меня по голове и сказал отцу, что тот растит хорошую смену…»
- Из воспоминаний дочери Петра Mаксимовича, Октябрины:

«… В 1937 мне было 15 лет и я помню эти тревожные дни. Был арестован маршал Советского Союза Тухачевский, застрелился видный военачальник Гамарник. Они были объявлены врагами народа. Портрет Тухачевского в школьном учебнике нам велели замазать чернилами. В феврале 1938 года, накануне 20-й годовщины РККА, отца внезапно вызвали в Москву. Mама забеспокоилась, предчувствуя что-то неладное. Его как буд-то бы должен был принять нарком военно-морского флота. Но встреча все время откладывалась. И вдруг, 17 февраля, отца арестовали, обвинили в шпионаже, измене родине. 22 августа был вынесен приговор: высшая мера наказания. Отца расстреляли в тот же день.
Мама не хотела верить, что папа арестован: „Не могли отправить в тюрьму кристально честного человека, коммуниста, в преданности которого нельзя было сомневаться. Это недоразумение!“ Она не сомневалась, что сможет убедить власти в невиновности мужа. Но арестовали и её…» — Газета «Хесед», 3/12/2002, г. Пенза, записал А.Пекный.
- Из воспоминаний супруги Петра Максимовича, Ольги Борисовны:

«… После ареста мужа меня с детьми выселили из квартиры. Позволили взять только книги и личные вещи. Я в растерянности стояла на улице с чемоданом и перевязанными тесёмкой книгами, когда рядом остановился случайно проезжавший мимо бывший персональный водитель мужа. Он спросил о Петре Максимовиче и предложил подвезти нас с детьми и с вещами на выделенную нам комнату при школе на Северной стороне. Я предостерегла его, что у него могут быть неприятности из-за нас. Но он сказал, что очень уважает Петра Максимовича, да и всё равно собирается уволиться со службы…»
- Из воспоминаний правнука Петра Mаксимовича, Сергея Павловича Фельдмана:

«Пётр Максимович Фельдман является моим прадедом по отцовской линии. Символично, что я родился точно в день его гибели 22 августа. Хотя я и не был назван в его честь, чего хотели тогда Ольга Борисовна (прабабушка) и Артём Петрович (дед), но мне с юношеских лет волновала трагическая судьба Петра Максимовича, несправедливо вырванного из стремительной, успешной карьеры военного и счастливой жизни порядочного семьянина, скомкав и уничтожив всё на долгие годы.
После гибели мужа, Ольга Борисовна всю оставшуюся жизнь провела одна, полностью посвятив себя учительской и воспитательской работе. Её не сломила ни тюрьма, ни ссылка. Она всегда верила в невиновность мужа и добивалась его реабилитации. На допросе в Севостопольской тюрьме 23 сентября 1938 г. она даже заявила, что была идеологически связана с мужем. Это могло ей стоить жизни.
Помню Ольгу Борисовну уже в преклонном возрасте, она жила одна в однокомнатной квартире. К ней каждый день заходил, навестить и помочь по хозяйству, дед. Приезжая в отпуск, заходил и по долгу сидел внук Михаил Артёмович. Он закончил тот же педагогический университет им. Герцена в Ленинграде, что и Ольга Борисовна. Так же выбрал учительскую карьеру под влиянием бабушки и внук Павел Артёмович, мой отец. Я тоже бывал у Ольги Борисовны с дедом и отцом. Она всегда интересовалась моей учёбой, но никогда не рассказывала о прадеде. Также и дед. Эта тема была закрыта в семье, наложился отпечаток врмени. До меня доходили отдельные, отретушированные эпизоды. Во время ареста Петра Максимовича и Ольги Борисовны были конфискованы все документы и фотографии. Казалось, была полностью стёрта и уничтожена память для потомков. А все документы следствия были надёжно укрыты в секретных архивах спецслужб. Так продолжалось долгое время и казалось не было никакой надежды, но благодаря нашему упорству и огромному желанию узнать факты, получилось узнать многое, получить допуск к секретным документам, проследить служебный путь прадеда и подтвердить его документами, открыть неизвестные факты жизни и даже восстановить родственные связи с потерянными ветвями семьи.»